# ニューヨーク市地下鉄R211形電車
ニューヨーク市地下鉄R211形電車（ニューヨークしちかてつR211がたでんしゃ）は、ニューヨーク市地下鉄が保有する4扉の通勤形電車である。2023年3月10日に営業運転を開始した。
基本形式のR211A形、スタテンアイランド鉄道向けのR211S形、広幅貫通路を有するR211T形の3形式に大別され、本項ではこれらを一括して解説する。

## 概要
ニューヨーク市地下鉄ではR179形の導入でR32形とR42形を全車置き換えたが、引き続き車両の更新が必要とされた。本形式はR46形とR44形SIR車、一部のR68形・R68A形の更新:73、旅客サービス向上やバリアフリー化の推進を目的に導入される。
契約は基本契約の535両と2つのオプション契約の1,077両（第1オプション640両・第2オプション437両）から成り、総計1,612両が製造され、受注総額は約37億ドルとなる予定だったが、後の計画見直しにより第2オプション契約が2両減の435両となり、1,610両が製造されることとなった。このうち既存車両の更新に1,015両、IND2番街線延伸や他線の信号自動化に595両を割り当てている。また、R211形は18m級車両であるが、更新対象となるR44形・R46形については23m級であるため、752両のR46形を更新するのに940両を導入する予定である。
2018年1月に川崎重工業が基本契約535両を受注し、第1オプション契約以降は同社の車両事業を継承した川崎車両が受注している。

## 車両概説

### 車体

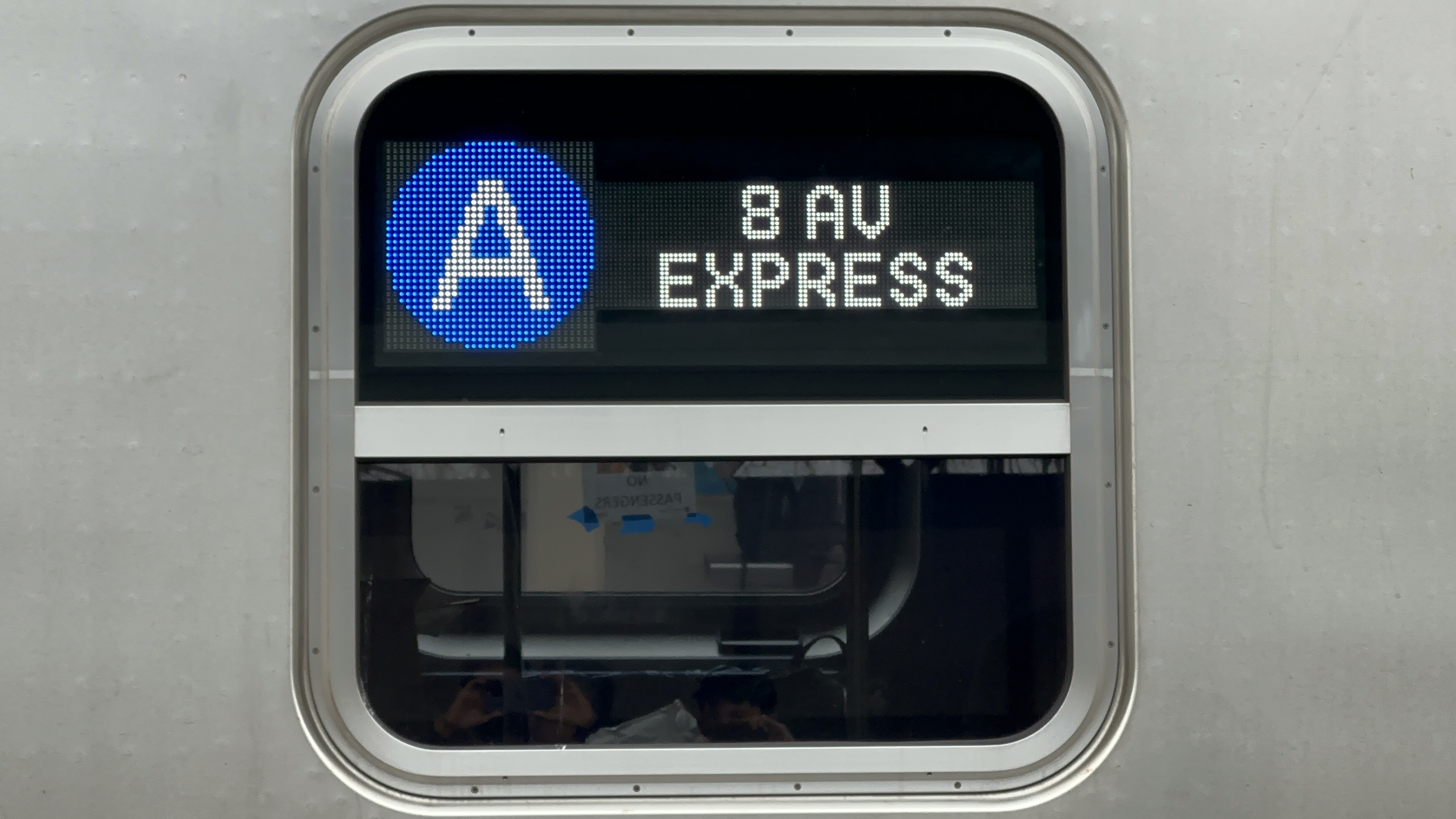
行先案内装置

車体はR32形以来標準のステンレスの無塗装を基本とし、運転台部分はファイバーグラス製で銀色と青色に塗装されている。デザイン、カラーリングは約20年振りに一新し、前照灯はLED式のものを斜めに配置、尾灯はその上部に小型のものを配置した。前面の系統番号表示器は大型化されて車掌台側へ変更、貫通扉上部には行先表示器を新設した。系統番号表示器はフルカラーLED、行先表示器は白色LEDをそれぞれ用いている。
ラッシュ時の停車時間短縮を狙い、客用扉はR110A形以来の広幅とした。これによりラッシュ時は25 - 30%の停車時間短縮が可能であると試算されている。
R211T形は車両間を自由に通行可能な広幅貫通路を備え、旅客の流動性をさらに向上する狙いがある。また幌によって連結部妻面が覆われることで、近年問題になっている地下鉄サーフィン(Subway surfing)の防止も期待されている。本形式への採用を前にR143形で試験装置を搭載し、試運転を行った。

### 内装
内装もカラーリングを約20年振りに一新した。座席は青色を基本とし、優先席と各車両の車いす・ベビーカースペース部の折り畳み座席は黄色とした。いずれもFRP製のロングシートである。握り棒はループ型としており、既存車両の改造で実績のあるものとした。
車内案内表示装置は液晶ディスプレイとLED式の併用から大型液晶ディスプレイに変わり、バス乗換やエレベーターの位置、運行情報などを表示する。路線図はタッチパネル機能付きの液晶ディスプレイとなり、ズームイン及びズームアウト操作に対応する。車内のセキュリティ対策として防犯カメラを各車に搭載する。扉の開閉を知らせる予告灯は大型化され、扉上部から左右の設置へと変更された。
R211T形の貫通路は車両によって内装側の構造が異なり、最初の10両（4040-4049）は化粧板仕様、次の10両（4050-4059）はアコーディオン仕様となっている。

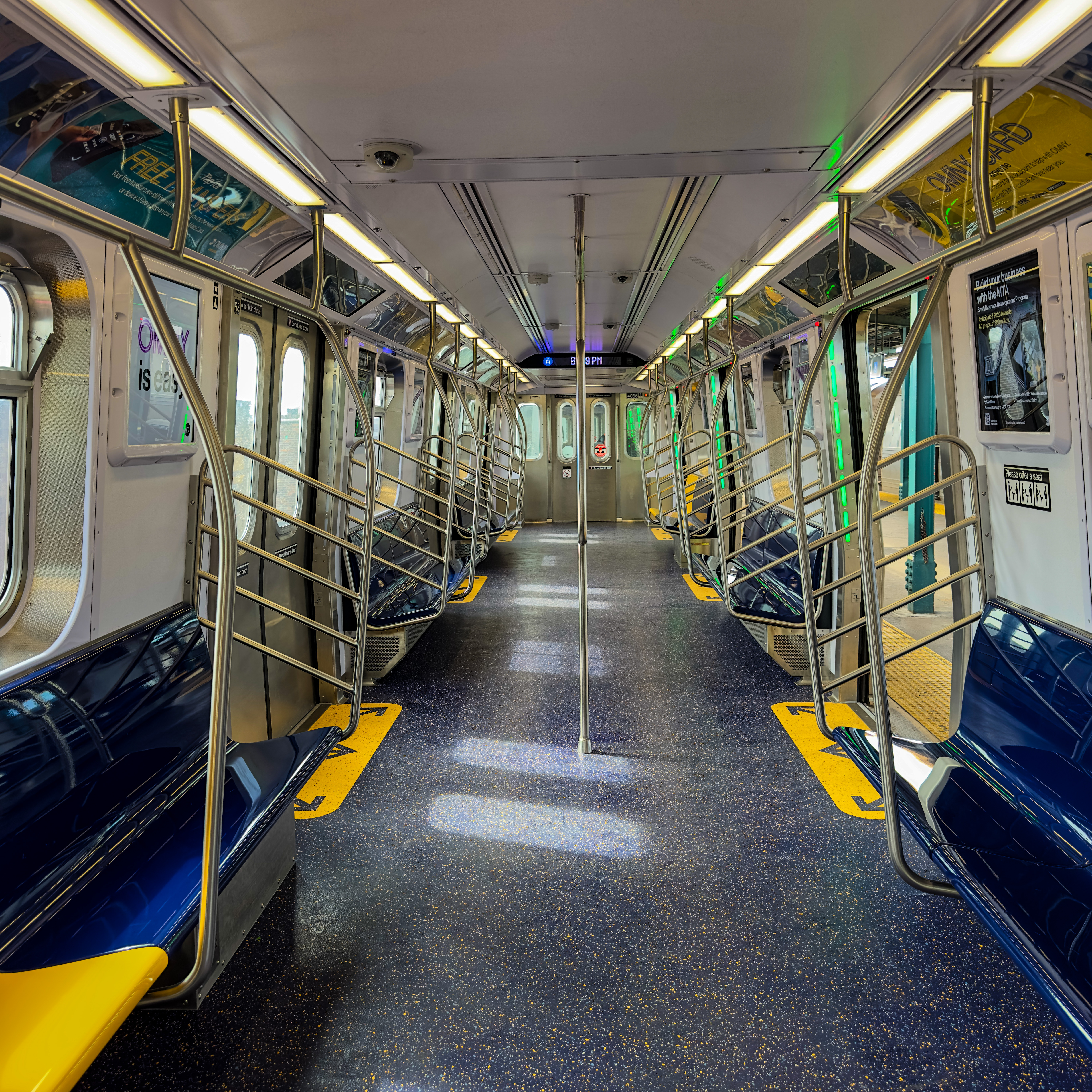
車内全景
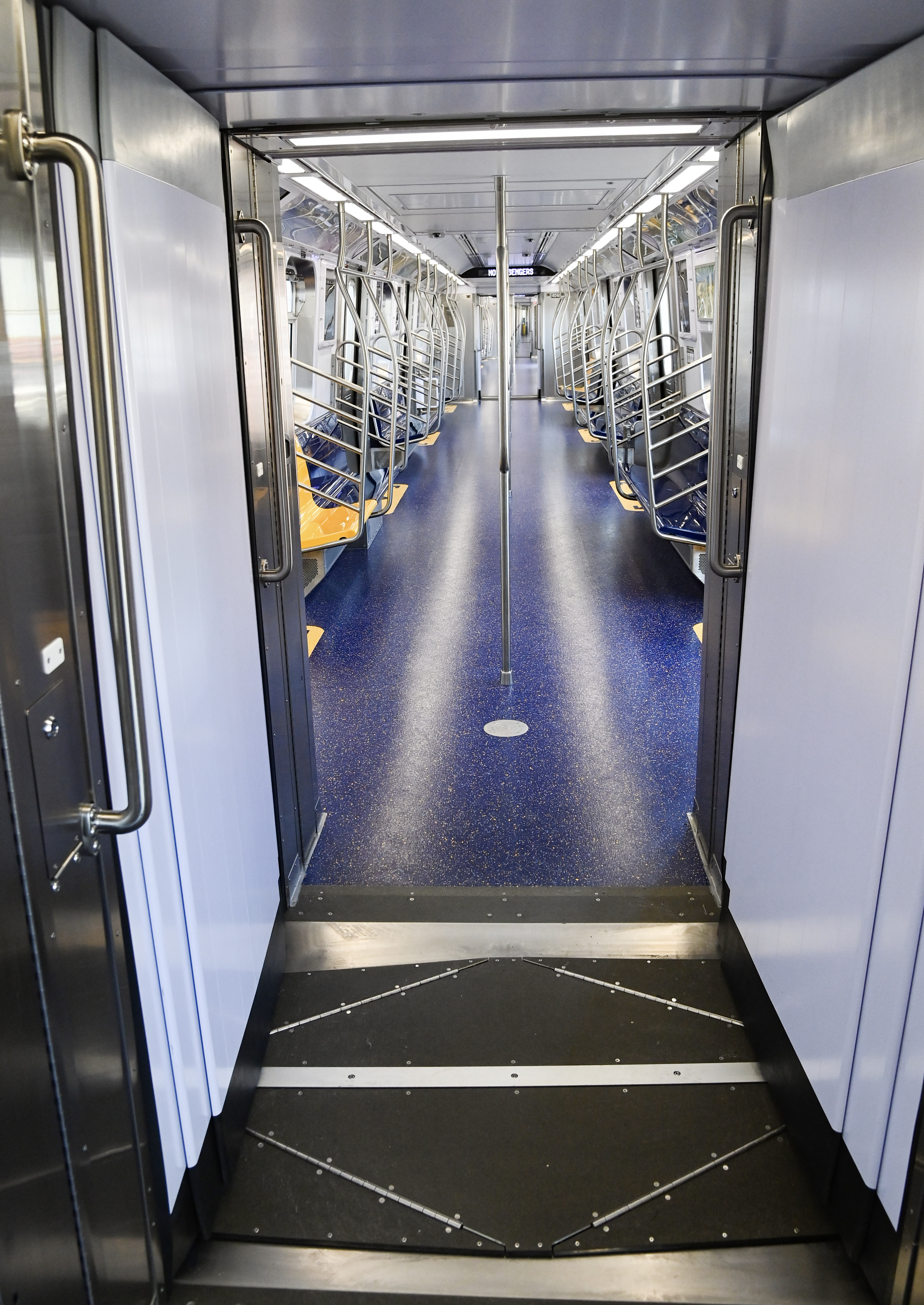
R211T形貫通路（化粧板仕様）
- 扉開閉予告灯の動作シーン
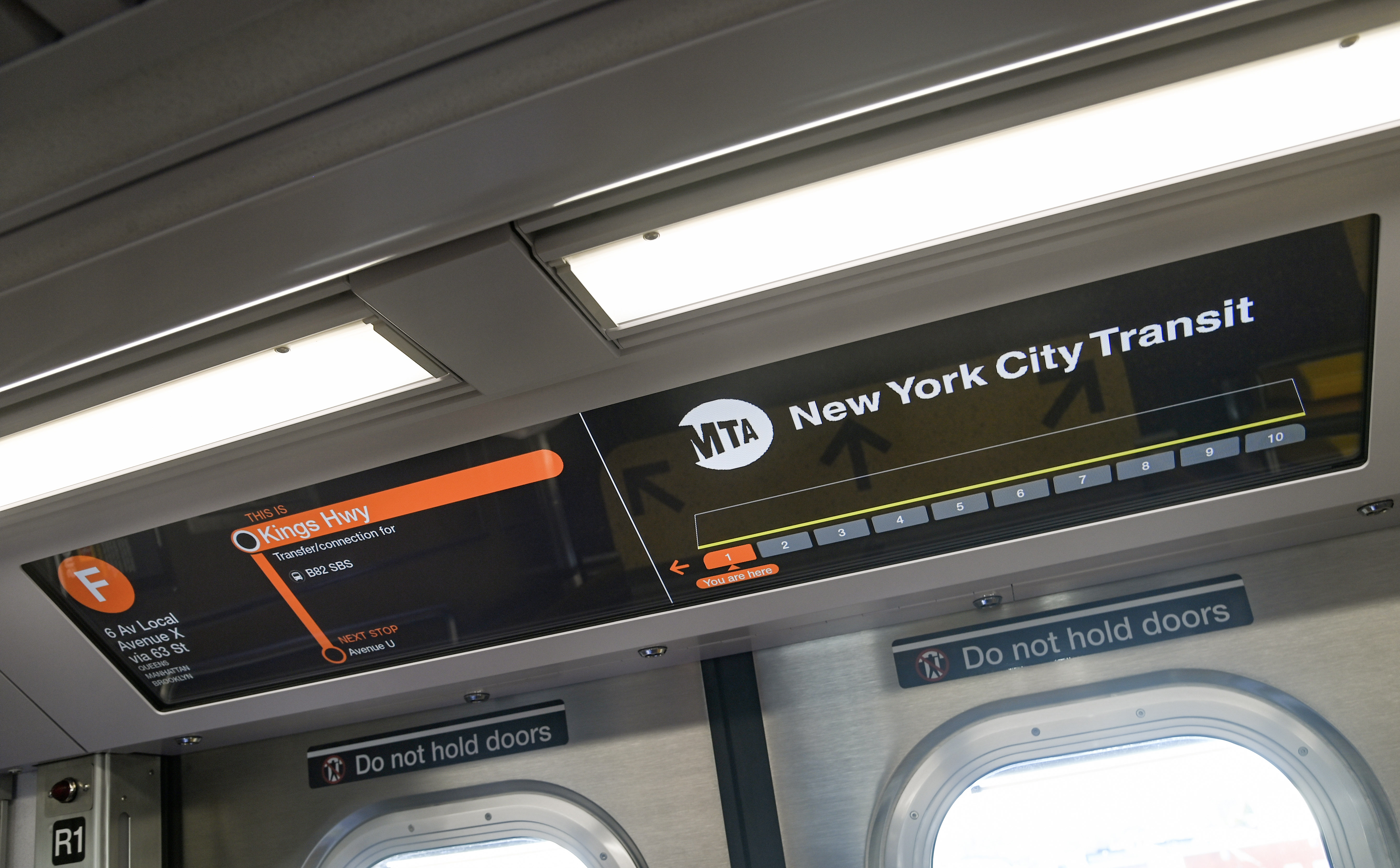
車内のLCD式案内装置

### 主要機器
電装品はアルストムが受注している。R143形以来標準となったVVVFインバータ制御とかご形三相誘導電動機の組み合わせであり、全電動車であるが、先頭車のうち車番の小さい車両には片側の台車に主電動機を装架せず、実質的には4.5M0.5T相当となっている。機器類の状態を監視するモニタ装置を搭載する。
空調装置は三菱電機製で、R179形以前では空調装置本体とインバータが別個だった物が「Controller and Inverter Unit」の名称で一体化され、従来品と比較して約20%の小型軽量化を図っている。
保安装置は打子式ATSのほか、地下鉄向けはCBTCを、スタテンアイランド鉄道向けは車内信号式ATCを搭載する。

## 沿革

### 開発
R211形の設計計画は2011年12月にMTAによって承認され、2012年12月に設計計画が開始された。これは「Metro Magazine」の2013年5月9日号の機密セクションに掲載され、近い将来にこれらの車両を導入するという提案が述べられていた。当時の発注では、R46形と同じ23m級で計画されていた。乗客が車両間の移動を可能にする貫通路やその他の新機軸についても、最初から検討されていた。
2015年10月のMTAの2015-2019年投資計画の発表により、この段階では60フート（18メートル）の車両が指定された。2016年3月現在、貫通路付き車両は10両で試験する予定としていた。さらに、注文は565両のR211A形の基本契約と2つのオプション契約に分けられ、1つ目は375両のR211A形で、2つ目は最大520両のR211A形だった。
提案依頼書 (RFP) は2016年7月22日に発行され、契約は入札制で行われることとした。基本契約はR211T形が10両、R211S形が75両、R211A形が200両の計285両であった。オプション契約は最初のオプション契約には740両、2つ目のオプション契約は520両としていた。オプション契約はR211A形とR211T形のいずれかが選択される予定であった。RFPは2016年12月に終了し、契約は2017年初めに締結される予定であった。しかし、2017年1月に契約締結は2017年半ばに延期することとなった。
2017年4月24日、ニューヨーク市交通委員会会議で、再び契約内容の見直しが行われた。これにより、基本契約はR211T形10両、R211S形75両、R211A形450両の計535両（250両増）となっている。 オプション契約では490 - 640両のR211T形で構成されている。この変更は車両増備のペースを向上される目的がある。

### 契約

#### モックアップ製作と契約締結

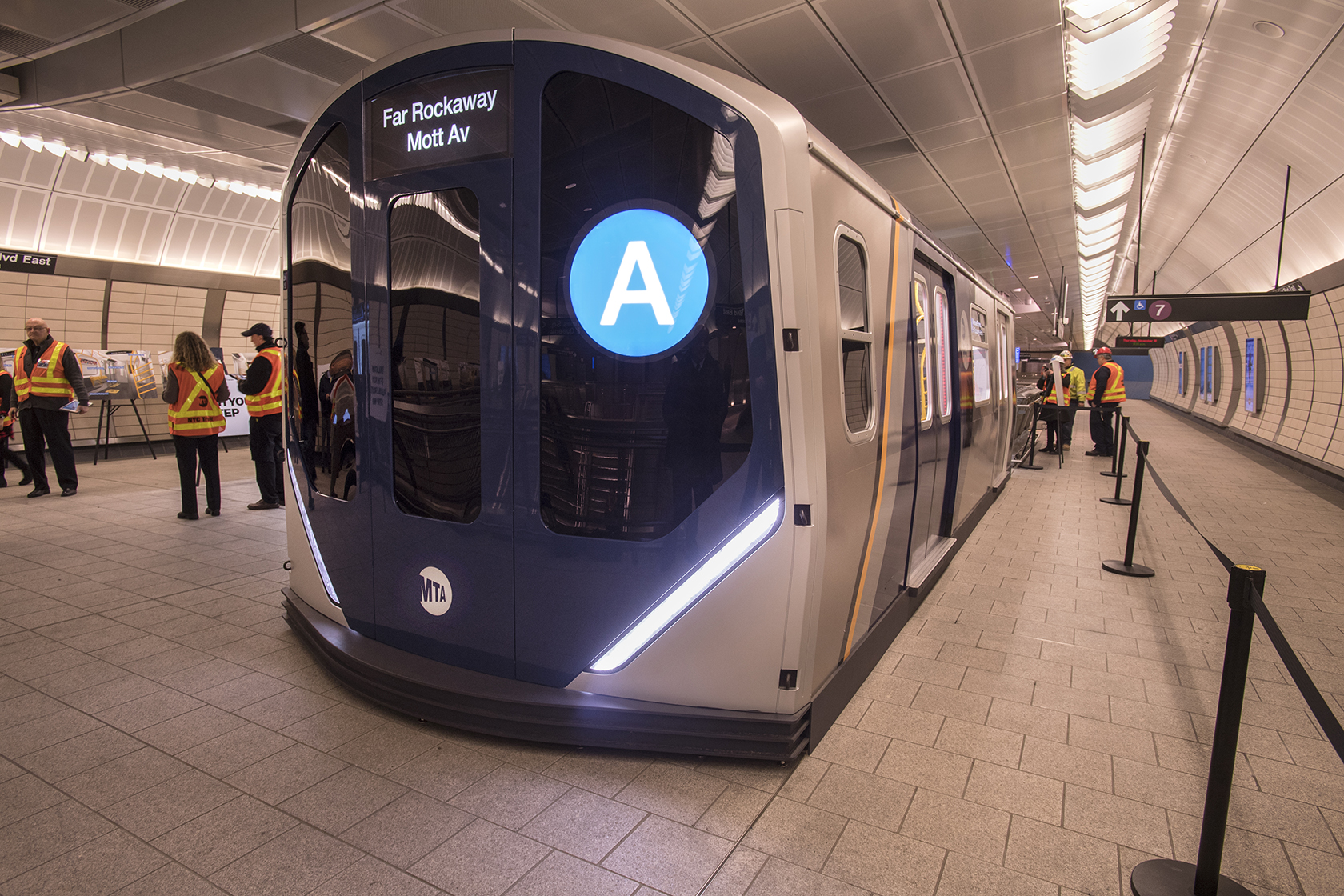
34丁目-ハドソン・ヤード駅にあったモックアップ

2017年5月、MTAは34丁目-ハドソン・ヤード駅の閑散な区画にモックアップを新設し、同年9月にニューヨークデイリーニューズが初めて報じた。このモックアップは外観デザインや車内の案内装置・貫通路などを模したものであり、2017年11月30日から同年12月6日に一般公開された。
2017年8月、当時R179形を製造していたボンバルディア・トランスポーテーションは、R179形の契約に伴う様々な遅延や問題を理由に、本形式の入札参加資格を停止された。その直後、中国中車もR211形契約の参加から撤退し、川崎重工業とアルストムが契約の入札候補者のうちの2社となったことが報じられた。
2018年1月19日、MTA理事会は、日本の神戸にある川崎重工業の子会社であるKawasaki Rail Car, Inc社が、最初の535両の新型R211形の基本発注額14億ドルを獲得することを提案した。これらの車両は2020年から2023年に納入される予定で、オプション契約分は 2025年までに納入される予定。基本契約では広幅貫通路を備えた20両のR211T形車両が含まれる。スタテンアイランド鉄道向けのR211S形75両は、基本契約の終了間近に納入予定となっている。 R211A形は5両編成88本（440両）を導入する予定である。最初の試作車両は2020年7月に納入され、量産車両は2021年から2023年の間に納入される予定であった。これらの車は、米国ではネブラスカ州リンカーンとニューヨーク州ヨンカーズにある工場で組み立てられている。

#### オプション契約
2018年10月に2つ目のオプション契約は89編成437両となることが明らかとなり、翌2019年9月には最初のオプション契約が640両であることが改めて報じられた。両方のオプションが行使された場合、全体では1,612両で構成されることになる:12。基本契約分の導入は2023年8月までに完了する予定で、第1・第2オプション契約はそれぞれ2024年12月と2025年10月までに完了する予定である。
2022年10月、MTA理事会は17億米ドルで640両となる最初のオプション契約を行使することを決議した。この契約分はすべてR211A形であり、2025年2月から2026年12月にかけて導入される予定である。
2024年12月16日、MTA理事会は約13億米ドルで第2オプション契約を行使することを決議した。製造両数は計画の見直しにより当初予定から2両減の435両（R211A形355両、R211T形80両）となった。2027年から2028年にかけて導入される予定である。なお、R211T形の貫通路は化粧板仕様が本格採用される見通しである。

#### 納入の遅延
2019年1月の時点では最初のR211A形は2020年7月に納入される予定だったが、2021年1月に延期された。その後、R211形は月に30両から40両のペースで製造され、納入されることになっていた:29。R211T形の試作車は2021年5月に納入され、続いてスタテン アイランド鉄道向けの R211S形の最初の5両1編成が2021年12月に納入される予定だった:12。2019年1月時点では、R211形の基本契約は2021年10月に納入が開始され、2023年半ばまで納入され続けることになる:12。1,077両の2つのオプション契約が行使された場合、納入は最初のオプション契約の仕様決定については2022年末までに行う必要があった。 2022年10月末までに、最初のオプション契約がR211A形で構成されることが確認された。また、2019年1月には、川崎重工業がR211形の車両モックアップを作成したことも発表された:15–17。
2020年11月下旬、MTAは最初の車両の納入が2021年の第1四半期に延期されたと発表した。新型コロナウイルス感染症（COVID-19）のパンデミックの発生は世界のサプライチェーンに影響を及ぼし、最初の車の納入は9 - 14か月遅れた:16。2021年1月までに、最初の車は4月に到着する予定だった。R211T形の納入は2022年4月に延期され、R211S形の試作車は2022年8月に延期された。R211A形の基本契約の納入は2022年9月から2024年9月に予定されていたが、R211S形の納入は延期となり、2023年10月から2024年6月の間に予定されている:17。また、川崎重工業は月に22両を納入する計画を立てていたが、MTAの独立エンジニアリングコンサルタントは「それは過少である」として製造ペースを増加させるよう求めた:26。
2021年3月下旬、テレビ局NY1は、最初の車両の納入がさらに遅れ、最初の車両の到着が2021年6月に延期されたと報じた。MTAの首都計画監視委員会は2021年6月の会議で、R211A形試作車の運転が2021年7月に、R211T形試作車の運行が2022年6月に延期されたと発表した。R211A形の基本契約分、R211S形試作車などの生産は予定されている。R211S形発注のスケジュールは、2021年1月に概説されたものと同じである:12。空調装置フレームの亀裂など、試作車に関する他の問題のいくつかは、先月に特定され、修正されていた:19。R211A形の基本契約は、IND8番街線に設置されている通信ベースの列車制御 (CBTC) システムを試験するのに十分な車両が存在するように、2023年11月までに開始される必要があった:21。2022年7月までに、川崎車両のネブラスカ工場での労働問題のため、R211A形基本契約分とR211S形の完全納入は2025年に延期された。川崎車両はMTAとの契約の一環として、ネブラスカ州で月40両の車両を製造することになっている。

#### 納入

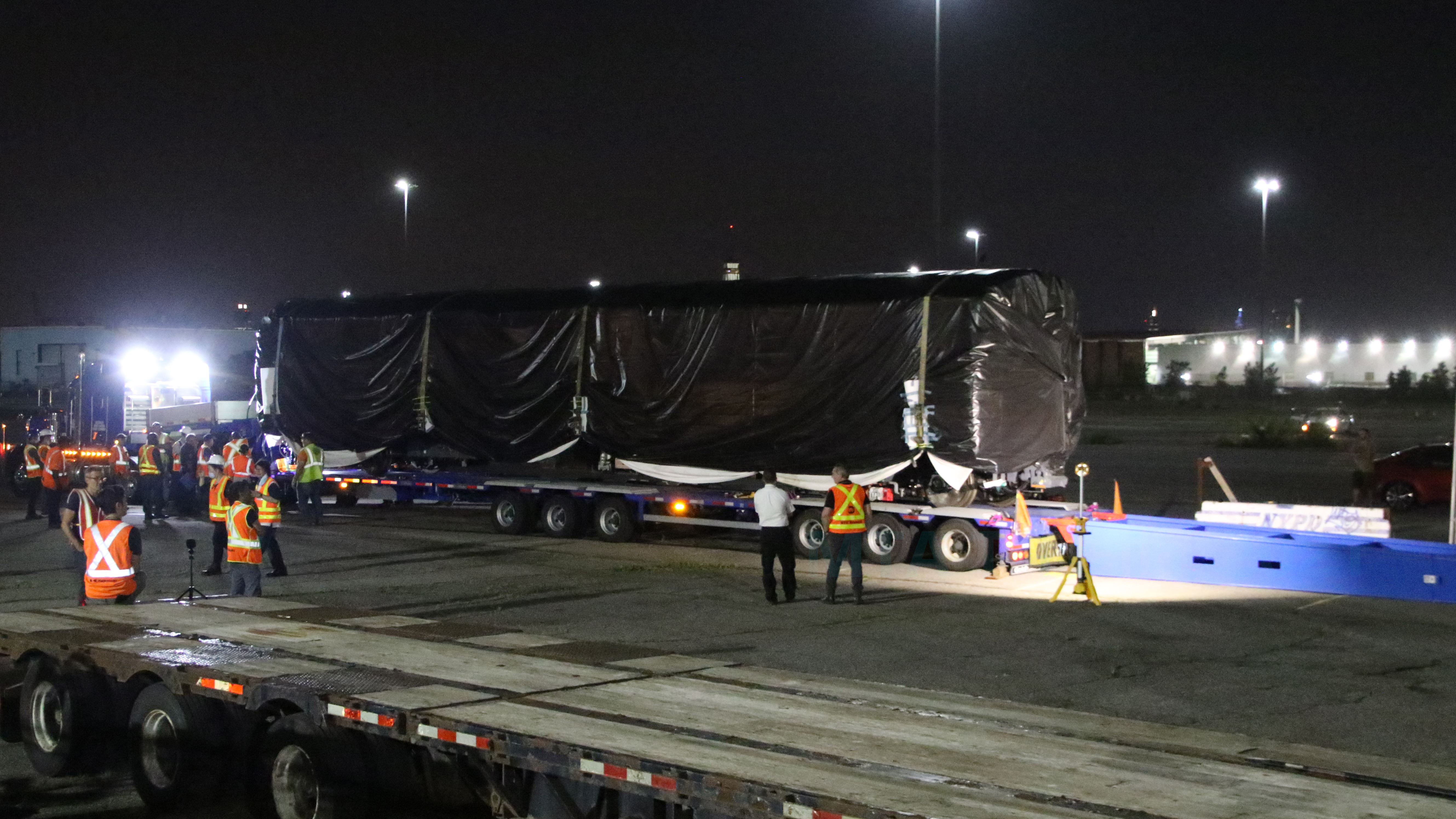
納入直後のR211A形試作車
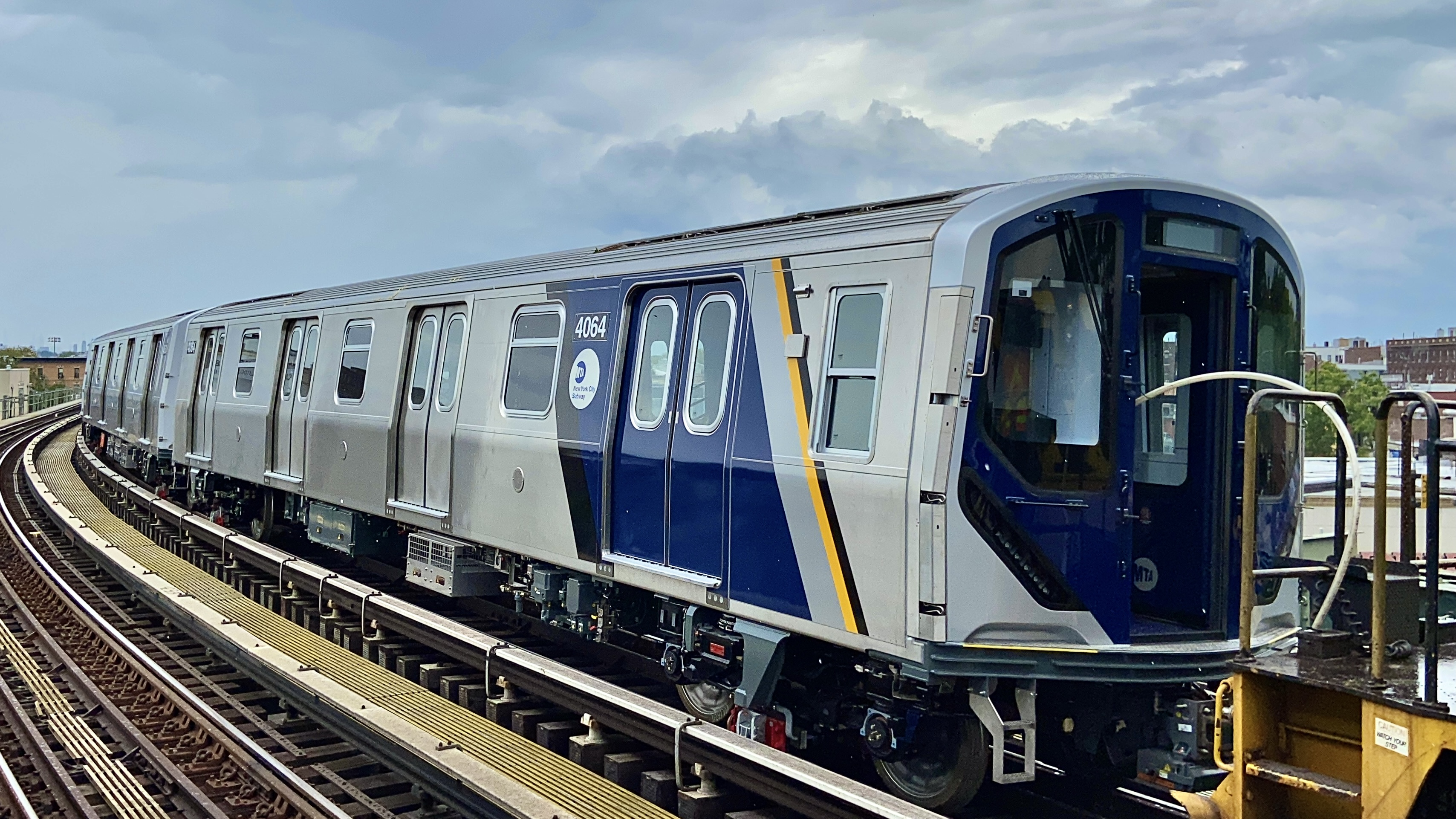
R211A形試作車の配給輸送

2021年6月29日から、R211A形の最初の編成（4060 - 4064）がサウス・ブルックリン鉄道マリンターミナルからニューヨーク市交通局に納入された。次の5両 (4065 - 4069) は2021年7月12日から納入され、試運転などで必要な10両編成が形成された。試作車は、ネブラスカ州の人員不足と重要部品の不足を乗り越えて無事納入された。しかし、MTAの独立系エンジニアリングコンサルタントは、試作車の納入が2021年7月以降に遅れる可能性があると予測していた:21。
続いて、R211T形の試作車が2022年10月31日に納入され、2022年12月までに試運転を開始した。内装構造を変更した次の10両は2023年1月に導入された。 
2023年5月3日より、R211S形の試作車5両が納入された。2023年末の運行開始を目指している。

### 営業運転

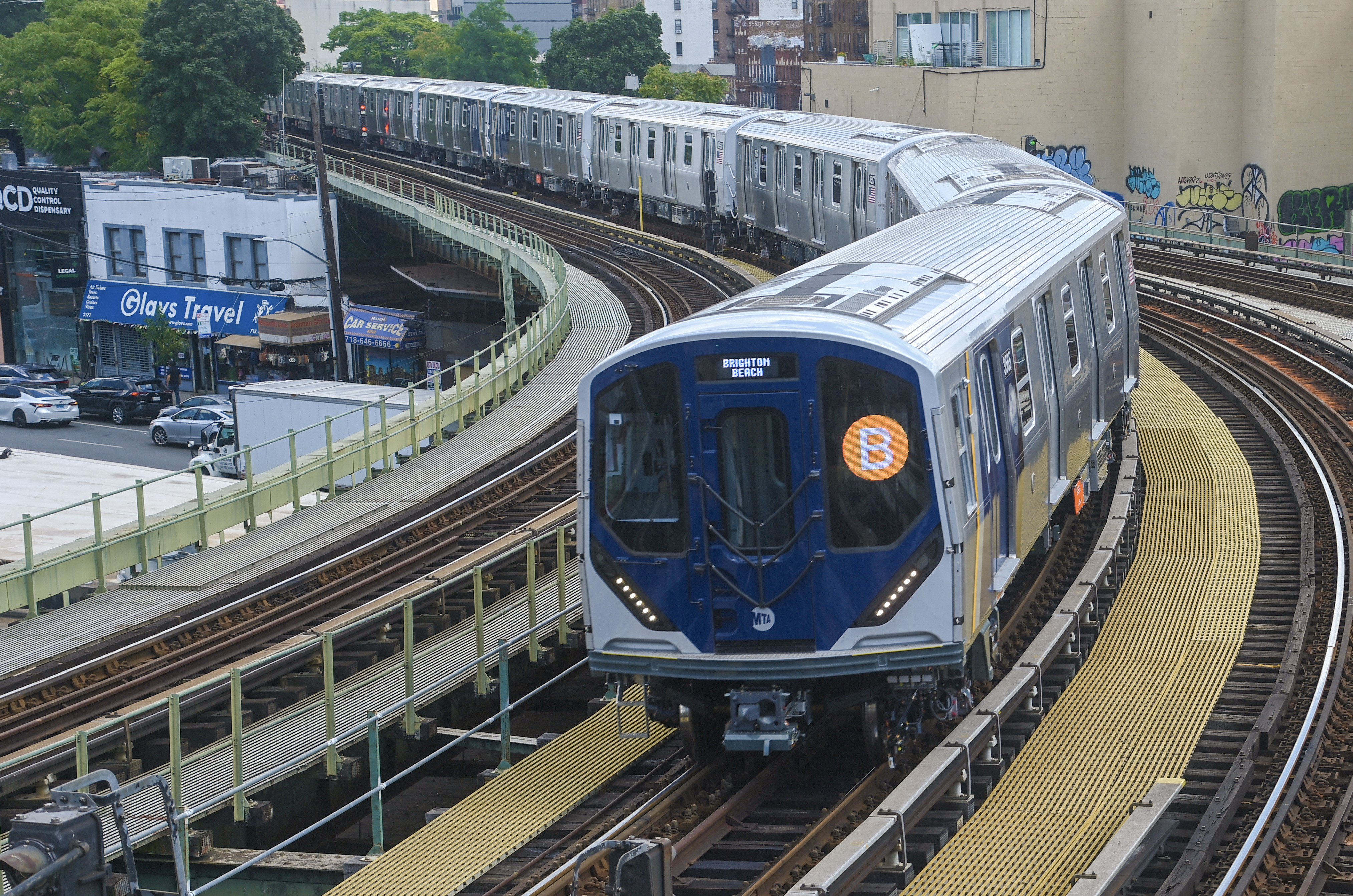
2025年7月に開始されたB系統運用

R211A形試作車はピトキン検車区に配属され、同車の営業運転は2023年3月10日よりA系統にて30日間の営業受入試験の形で開始した。営業受入試験の後、R211A形は当初の予定より数ヶ月遅れた2023年6月29日より、正式な運行が開始された。しかし2023年10月下旬、1編成を除くすべてのR211A形が一時的に運行停止となった。運行停止となった車両がフラット音を立てながら非常に低速で走行している様子を映した動画がネット上に出回った。MTAは後に、前述した編成のフラット発生の原因となったギアボックスの油漏れを含む複数の問題により車両が運行停止となっていたことを確認した。MTAは修理が完了した後、数週間以内に列車を運用に復帰させ、2024年1月までには新製車の納入も再開された。なお、R211S形の納入遅延に影響は無かった。2025年内にはコニー・アイランド車両基地とジャマイカ検車区にも配置されるようになり、前者はB系統、後者はG系統で運用されている。
2023年2月にコニーアイランド車両基地で行われたR211T形のメディア向け内覧会では、R211T形車両が2023年後半に営業運転を開始する予定であると発表された。また、2023年6月の記者会見ではR211S形車両について、2024年1月に営業運転を開始予定であることも発表された。しかし、2023年10月に行われた記者会見では、R211S形の営業運転開始は2024年3月まで延期されると発表した。その後再度延期され、実際の運行開始日は2024年10月8日となった。
なお、R211T形は2024年2月1日よりC系統で運行を開始している。MTAの内規の都合上、当面は各駅停車に限定して運用される。また、2025年3月4日より、ジャマイカ検車区所属のR160形が63丁目トンネル工事の過程で車輪に損傷が出来たことの修繕に伴い、その補填として連結面がアコーディオン仕様の2編成が同区に貸出の上でG系統で運用、後に化粧板仕様の編成も同様に貸出されている。